# Bibliothèque publique de Stockholm

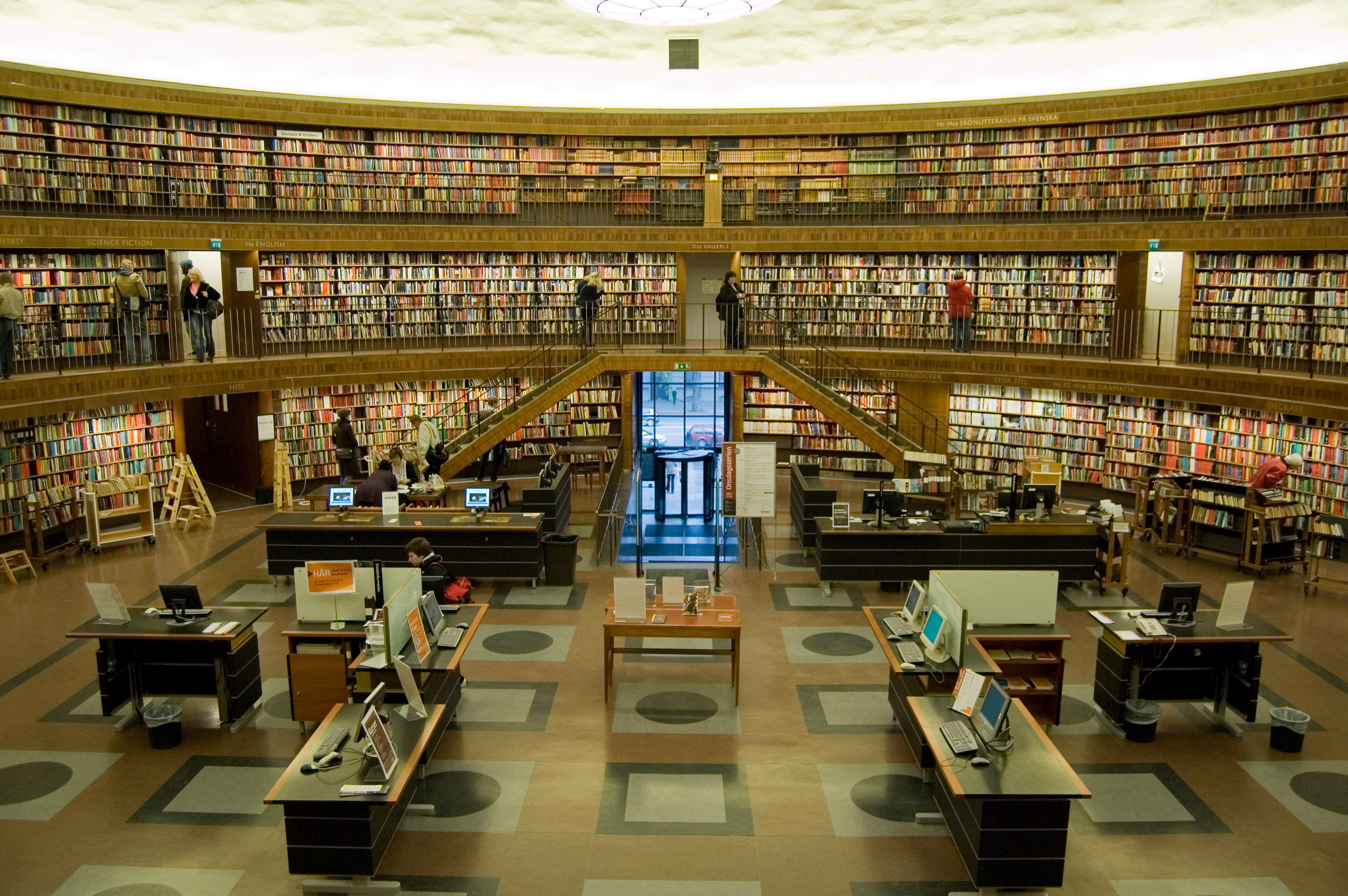
La rotonde

La Bibliothèque publique de Stockholm (en suédois : Stockholms stadsbibliotek) est la principale bibliothèque de Stockholm en Suède. 

## Situation
Le nom ‘bibliothèque publique de Stockholm’ fait aussi aujourd'hui référence aux bâtiments de la bibliothèque, ainsi qu’à l'organisation des bibliothèques publiques de Stockholm. L'organisation en entier dispose de plus de 2 millions de livres et de 2,4 millions de cassettes audio, de CD, de vidéos et d'audiolivres. Les bâtiments de la bibliothèque sont situés dans le quartier Vasastan, à l'angle des rues Odengatan et  et Sveavägen.
Ce lot détient aujourd’hui un statut patrimonial historique et est protégé par plusieurs lois suédoises. La bibliothèque a ouvert ses portes le 31 mars 1928.

## Historique
La bibliothèque publique de Stockholm est née d’un désir de créer un endroit démocratique où tout le monde était le bienvenu, peu importe son statut social. Le  bibliothécaire en chef de la bibliothèque, à l’époque de sa construction, Fredrik Hjelmqvist a affirmé que la bibliothèque 
"éveillera un intérêt en ceux qui sont toujours en train de sommeiller, et cela va faciliter le chemin vers le monde des livres pour tous ceux pour qui cette route pourrait être difficile. " 
Les catalogues et la collection ouverts au public, la section jeunesse séparée, et une division claire entre les sections fiction et non romanesque rendaient la bibliothèque plus accessible. Le bibliothécaire en chef avait une vision ''d’un temple ouvert de l’éducation publique” .
Au moment de l’ouverture de la bibliothèque, les livres de fiction se trouvaient dans la salle de prêts située dans la rotonde. On trouvait en son centre le comptoir de référence et de prêt, par où les usagers devaient transiter pour entrer et sortir de la bibliothèque.  Les livres non romanesques étaient dans les rayons des salles de lecture.
À son ouverture, il s’agissait de la première grande bibliothèque de la Suède qui appliquait le concept d’étagères ouvertes. Les usagers pouvaient y consulter des livres de façon autonome plutôt que de les demander à un bibliothécaire qui les auraient sortis de derrière un comptoir. Plusieurs autres bibliothèques à travers le monde se sont inspirées du modèle ouvert pour leur fonctionnement.

## Architecture

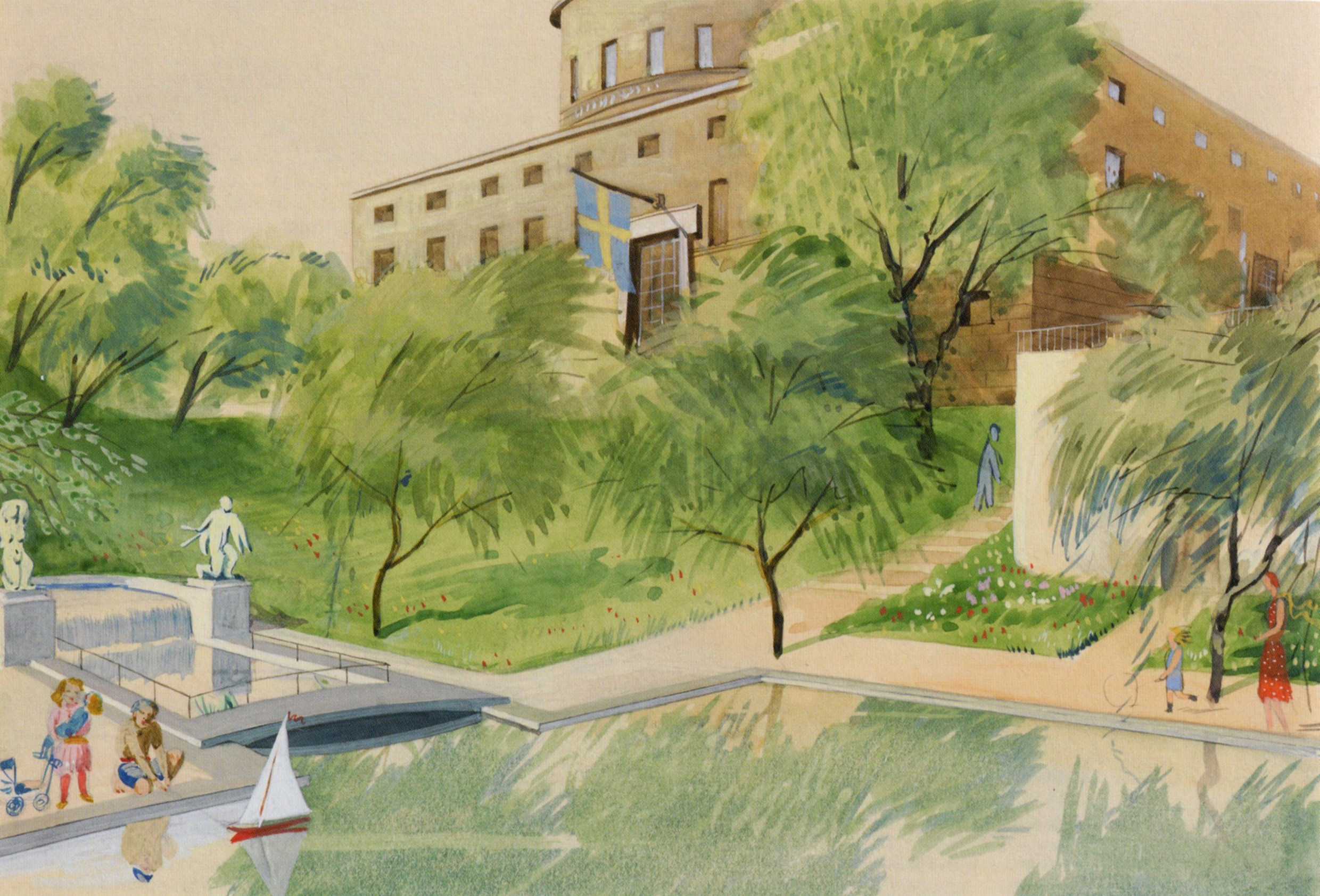
Dessin de la bibliothèque en 1931.

La bibliothèque publique de Stockholm été conçue par l'architecte suédois Erik Gunnar Asplund (1885-1940) et constitue un des bâtiments les plus emblématiques de la ville. L'implication de Gunnar Asplund remonte à 1918, quand il a joint le comité officiel de la bibliothèque, après un don de la fondation Knut et Alice Wallenberg. En 1919, il a reçu officiellement le mandat d’architecte pour le bâtiment à venir. Il fut accompagné lors de la conception par des experts en bibliothéconomie. Cette œuvre, parfois appelée Asplundhuset, c'est-à-dire la maison d'Asplund, a été augmentée d'autres parties qui ne relèvent pas d'Asplund. La configuration du bâtiment original est composée d'une rotonde: un hall central de forme cylindrique posé sur un cube, d'une hauteur d'environ 24 mètres, entouré de 4 bâtiments rectangulaires connectés. Le tout est du style Classicisme nordique, un mélange éclectique de motifs traditionnels scandinaves et greco-romains. Les trois étages de la rotonde contiennent environ 40 000 livres disposés sur des étagères courbées, de langues nordiques, en anglais, en français et en allemand. À l'entour de la rotonde, se trouvent un vestibule, une salle de lecture côté ouest et une salle de lecture côté sud, elles sont de formes rectangulaires. Une salle du conte pour les enfants se trouve également du côté ouest, connectée à la salle de lecture.
La bibliothèque publique était l'un des projets associés à l’aménagement de l’espace de la colline de l’observatoire de Stockholm. La bibliothèque a été naturellement intégrée avec les institutions universitaires qui y ont été développées. Quand Gunnar Asplund a été attitré au projet de bibliothèque, il a été inspiré de ses voyages en Europe et aux États-Unis d’où il a tiré l’idée d’un hall central lumineux  entouré de salles de lectures. Au fur et à mesure du processus de conception, le bâtiment est devenu plus abstrait et simplifié. Le changement le plus drastique entre la conception et la construction finale a été la substitution du dôme vitré initialement prévu pour une forme plus simple de baril. Ce changement a rendu le bâtiment plus grand, lui donnant un aspect plus imposant et plus reconnaissable en tant que monument. Ce changement de forme permettait également une gestion plus contrôlée de la lumière du jour. Les murs intérieurs blancs de la rotonde offrent plus de surface pour une diffusion plus douce de la lumière, tout en créant un effet similaire au ciel nordique.
La construction des bâtiments d'origine de la bibliothèque bibliothèque a eu lieu en deux phases. La première phase a débuté en 1925 et s’est achevée en 1928. De 1931 à 1932 a eu lieu la deuxième phase et la dernière aile de lecture a été ajoutée à l’ouest. Cette aile additionelle n'était pas du même style que la bibliothèque, témoignant de la transition du style architectural classicisme nordique au fonctionnalisme. Cette construction est emblématique du modèle architectural social nordique qui a pris son essor durant la période d’entre-deux-guerres. Puis, une série de commerces ont été construits dans la base de la bibliothèque.

### Éléments décoratifs
La bibliothèque a plusieurs éléments décoratifs représentatifs du Classicisme nordique. L'entrée portail de style égyptien, inspiré par le musée de Thorvaldsen à Copenhague, ainsi qu’une frise de 294 hiéroglyphes créés par Asplund décorent l'entrée de l'extérieur de la bibliothèque. Les hiéroglyphes représentent les sujets qu’on retrouve à l’intérieur, dans les livres. La salle de lecture du conte dans la bibliothèque pour enfants offre un effet de mini amphithéâtre avec ses murs et bancs courbés. Une peinture de grand format de Nils Dardel décore le mur central. La peinture est une scène de John Blund, un conte de fées suédois populaire similaire à l’histoire du marchand de sable.
Le plafond de la bibliothèque pour enfants montre un ciel étoilé lors de l’équinoxe de l’automne ainsi que les signes du zodiaque et les planètes. Il a été peint par l’artiste Alf Munthe. Le mobilier, de taille pour enfants, a été conçu par Gunnar Asplund. Les murs intérieurs de la rotonde ont une texture particulière, grâce à l’utilisation de plusieurs couches de mortier à la chaux avec différentes variations d’épaisseur. Le motif de cercles et de carrés du plancher en linoléum est original. L’architecte, Asplund, en  a tiré l’inspiration du panthéon de Rome.
Les portes extérieures de la bibliothèque avaient à l’origine des poignées en forme d’Adam et Ève nus tenant les pommes de la connaissance et du péché. Maintenant remplacées par des modèles plus anodins, les poignées de porte originales sont en exposition à l'intérieur de la bibliothèque. Une illustration en relief de stuc représentant l’Illiade d’Homer décore les murs du hall d’entrée.

### Projets d'expansion au21esiècle
Dans les années 2006-2007, une compétition internationale a été lancée, mandatant des firmes d’architectes avec la conception d’une expansion majeure permettant l’accommodement de plus de documents et de départements, tout en reconsidérant le concept même d’une bibliothèque publique urbaine au 21e siècle. Le plan d’expansion de l'architecte allemande Heike Hanada a été si vivement critiqué au niveau international et national que le projet a finalement été abandonné. En 2010, le projet a été annulé par le conseil de ville de Stockholm. La raison évoquée a été les coûts trop élevés.
En 2015, un nouveau concours a été remporté par la firme d’architectes Caruso St-John pour restaurer et restructurer l’intérieur de la bibliothèque. Entreprendre un projet d’ampleur dans un bâtiment classé patrimonial représente un défi de taille.

### Rénovations
En raison de la vétusté de ses systèmes électriques et de la plomberie, on a effectué des travaux de maintenance dans la bibliothèque de 2020 à 2024. La bibliothèque publique de Stockholm est fermée jusqu’en 2027.Des équipements mécaniques vieillissants seront remplacés, les lumières électriques seront remplacées par des systèmes modernes et efficaces du point de vue énergétique dans les salles de lecture. Les rampes des étages supérieurs de la rotonde seront allongées pour respecter les standards de sécurité actuels. La section pour enfants sera agrandie. 345 000 livres seront dans des boîtes, certains d’entre eux seront disponibles pour le prêt. La majorité d’entre eux resteront toutefois empaquetés. La somme accordée pour les travaux excède 300 millions de couronnes suédoises.

## Sources
1. ↑  (en) Barbro Thomas, « Swedish libraries: An overview », IFLA Journal, vol. 36, no 2,‎ juin 2010, p. 111–130 (ISSN 0340-0352 et 1745-2651, DOI 10.1177/0340035210369749, lire en ligne, consulté le 11 novembre 2024)
2. 1 2 3  (en) A. Andersen, Companion to the History of Architecture : Stockholm Public Library: Erik Gunnar Asplund, Wiley (no Part II. The Modern Project: Imagining New Worlds), 17 avril 2017 (ISBN 978-1-4443-3851-5 et 978-1-118-88722-6, DOI 10.1002/9781118887226.wbcha122, lire en ligne), Chapter 2
3. 1 2 3  (en) Patrick H. Fleming et Anders Bergström, « Archival plans, alterations, and 3D laser scanning of Erik Gunnar Asplund’s Stockholm Public Library », arq: Architectural Research Quarterly, vol. 27, no 3,‎ septembre 2023, p. 209–222 (ISSN 1359-1355 et 1474-0516, DOI 10.1017/S1359135523000179, lire en ligne, consulté le 11 novembre 2024)
4. 1 2 3 4  (sv) « About the Stockholm Public Library by Gunnar Asplund », sur Stockholms stadsbibliotek (consulté le 11 novembre 2024)
5. ↑  Sennott, Stephen. Encyclopedia of 20th-Century Architecture. New York: Fitzroy Dearborn, 2004. p. 81.
6. ↑  Malin Alenius, « Light across Disciplines and Times: A Walking Seminar at the Stockholm Public Library », IOP Conference Series: Earth and Environmental Science, vol. 1320, no 1,‎ 1er mars 2024, p. 012025 (ISSN 1755-1307 et 1755-1315, DOI 10.1088/1755-1315/1320/1/012025, lire en ligne, consulté le 11 novembre 2024)
7. ↑  Constant, C. (2012). THE URBAN LANDSCAPES OF ERIK GUNNAR ASPLUND: Architecture between “Nature” and the City. In Modern Architectural Landscape (p. 61–76). University of Minnesota Press.
8. ↑  Blundell-Jones, P. (2006). Gunnar Asplund. Phaidon.
9. ↑  Schwartz, M. Light from All Around: Asplund’s Stockholm Library. 2015
10. ↑  (en) Patrick H. Fleming, « The Historical Building and Room Acoustics of the Stockholm Public Library (1925–28, 1931–32) », Acoustics, vol. 6, no 3,‎ septembre 2024, p. 754–771 (ISSN 2624-599X, DOI 10.3390/acoustics6030041, lire en ligne, consulté le 11 novembre 2024)
11. ↑  Caldenby, C., Lindvall Jöran, Wang, W., Andersson Thorbjörn, &amp; Deutsches Architekturmuseum. (1998). 20th-century architecture, Sweden (Ser. 20th-century architecture, 4). Prestel.
12. 1 2  Caldenby, C., Lindvall Jöran, Wang, W., Andersson Thorbjörn, &amp; Deutsches Architekturmuseum. (1998). 20Th-century architecture, sweden (Ser. 20th-century architecture, 4). Prestel.
13. 1 2  (en) Patrick Fleming, Petronella Mill, Marcelo Rovira Torres et Anders Bergström, « Recovering the Historical Construction and Materials of Erik Gunnar Asplund’s Stockholm Public Library », Docomomo Journal, no 71,‎ 1er juillet 2024, p. 13–23 (ISSN 2773-1634, DOI 10.52200/docomomo.71.03, lire en ligne, consulté le 11 novembre 2024)
14. ↑  Leven, D., Betts, S., & Leven Betts (Firme). (2009). Leven betts: pattern recognition. Princeton Architectural Press. p. 86-95
15. ↑  (en) Bergström, Anders, « The Modern Monument: Stockholm Public Library and its Historical Reception », Bebyggelsehistorisk tidskrift vol.62,‎ 2012, p. 24
16. ↑  (en) Laura Mark, « Caruso St John wins relaunched contest for Stockholm Library », sur The Architects’ Journal, 2 janvier 2015 (consulté le 11 novembre 2024)
17. ↑  (en) « Stockholm City Library Closes for Three Years | Sweden Herald », sur swedenherald.com (consulté le 11 novembre 2024)

- (en) Cet article est partiellement ou en totalité issu de l’article de Wikipédia en anglais intitulé « Stockholm Public Library » (voir la liste des auteurs).